# Mistrzostwa Europy w Łyżwiarstwie Szybkim w Wieloboju 1902
12. mistrzostwa Europy w łyżwiarstwie szybkim w wieloboju odbyły się w dniu 18–19 stycznia 1902 roku w Davos (Szwajcaria). Łyżwiarze startowali na torze na Eisstadion po raz drugi (wcześniej w 1899). W zawodach brali udział tylko mężczyźni. Zawodnicy startowali na czterech dystansach: 500 m, 1500 m, 5000 m i 10000 m. Zwycięzca został reprezentant gospodarzy Johan Schwartz. Miejsca pozostałych zawodników są nieoficjalne.

## Uczestnicy
W zawodach wzięło udział 9 łyżwiarzy z 8 krajów. Sklasyfikowanych zostało 5.
| Państwa biorące udział w mistrzostwach | Państwa biorące udział w mistrzostwach | Państwa biorące udział w mistrzostwach | Państwa biorące udział w mistrzostwach |
| -------------------------------------- | -------------------------------------- | -------------------------------------- | -------------------------------------- |
| Austro-Węgry                           | Cesarstwo Niemieckie                   | Francja                                | Holandia                               |
| Imperium Rosyjskie                     | Norwegia                               | Szwajcaria                             | Wielka Brytania                        |

## Wyniki
- DNS – nie wystartował, f – wywrócił się

| Pozycja | Zawodnik            | Kraj                 | 500 m        | Pkt.   | 5000 m      | Pkt.   | 1500 m       | Pkt.   | 10000 m      | Pkt.   | Suma pkt. |
| ------- | ------------------- | -------------------- | ------------ | ------ | ----------- | ------ | ------------ | ------ | ------------ | ------ | --------- |
| 01 !    | Johan Schwartz      | Norwegia             | 48.4 (3.)    | 48.400 | 8:51.2 (1.) | 53.120 | 2:26.0 (1.)  | 48.666 | 18:09.4 (1.) | 54.470 | 204.657   |
| (2.)    | Rudolf Gundersen    | Norwegia             | 46.4 (1.)    | 46.400 | 8:54.0 (2.) | 53.400 | 2:26.6 (2.)  | 48.866 | 18:41.0 (2.) | 56.050 | 204.717   |
| (3.)    | Franz Wathén        | Imperium Rosyjskie   | 47.0 (2.)    | 47.000 | 9:09.4 (3.) | 54.940 | 2:34.6 (4.)  | 51.533 | 18:44.0 (3.) | 56.200 | 209.673   |
| (4.)    | Franz Schilling     | Austro-Węgry         | 50.2 (5.)    | 50.200 | 9:20.4 (5.) | 56.040 | 2:32.6 (3.)  | 50.866 | 19:02.2 (5.) | 57.110 | 214.217   |
| (5.)    | Jan Greve           | Holandia             | 49.0 (4.)    | 49.000 | 9:11.6 (4.) | 55.160 | 2:49.0f (6.) | 56.333 | 18:58.4 (4.) | 56.920 | 217.413   |
| DNS     | Georges de Stoppani | Francja              | 50.2 (5.)    | 50.200 | 9:43.0 (6.) | 58.300 | 2:39.2 (5.)  | 53.066 | DNS          | 99 !   | 161.567   |
| DNS     | Ferdinand Bölling   | Cesarstwo Niemieckie | 1:00.8f (8.) | 60.800 | DNS         | 99 !   | 2:51.0f (7.) | 57.000 | 99:59.9 !    | 99 !   | 117.800   |
| DNS     | Charles Edgington   | Wielka Brytania      | 1:04.6f (9.) | 64.600 | 9:59.6 (7.) | 59.960 | DNS          | 99 !   | 99:59.9 !    | 99 !   | 124.560   |
| DNS     | Philip Seon         | Szwajcaria           | 54.0 (7.)    | 54.000 | DNS         | 99 !   | 9:59.9 !     | 99 !   | 99:59.9 !    | 99 !   | 54.000    |